# Арма (цар Аксуму)
Арма (Асгам або Асхама) (*бл. 560 — 631) — цар Аксуму в 614—631 роках. В ісламській традиції відомий як Наджаші або Ашама ібн Абджар.

## Життєпис
Син царя Герсема. Посів трон близько 614 року. За однією версією мав тронне ім'я Ела-Цахам (Ела-Сахам), звідки згадка про царя Сахама. За іншою версією, ним був молодший брат-співволодар. 
Карбував срібні та бронзові монети. Останні зображують його фігуру на престолі з мотивами християнського хреста. Срібні монети Арми мають незвичайний реверс, на якому зображена структура з 3 хрестами, середній з яких є позолочений. На аверсі його зображено у профіль. Припускається, що це натяк на захоплення 614 року персами Єрусалиму та Гроба Господнього. 
Надав прихисток у 615—616 роках мусульманам (прихильникам пророка Магомета), під час першого переселення з Мекки (гіджри) на чолі із Джафаром ібн Абу-Талібом. Ймовірно, планував використати мусульман, яких розглядав як противагу впливовим курайшитам — правителям Мекки. При цьому останні були погани, а прихильники Магомета дотримувалися єдинобожжя.
За ісламською легендою Наджаші був християнином. Після того, як на мекканських мусульман почалися гоніння з боку поган, пророк послав їх до Ефіопії, а Наджаші прийняв мусульманських біженців і розмістив їх в своїх володіннях. Він поставив прибулим до нього мусульманам питання щодо пророцтва Магомета і основ їх релігії. Після їх відповідей він засвідчив у прийнятті ісламу. Цю звістку, що дійшла до мусульман Мекки, зустріли захоплено. Коли пророк Магомет дізнався про його смерть, то, перебуваючи в Медині, зробив по ньому похоронну молитву — Салат аль-Гаїб (арабською мовою: صلاة الغائب). Втім ця легенда видає бажане за дійсне. Ймовірно цар Аксуму лише надав прихисток й зберігав з Могометом гарні стосунки до самої смерті.
Помер близько 631 року в м. Негаш. Йому спадкував брат Костантінос.